# Ibrahim Shah Suri
 (juillet 2025).
Si vous disposez d'ouvrages ou d'articles de référence ou si vous connaissez des sites web de qualité traitant du thème abordé ici, merci de compléter l'article en donnant les références utiles à sa vérifiabilité et en les liant à la section « Notes et références ».
Ibrahim Shah Suri fut sultan de l'Hindoustan de janvier 1555 jusqu'à sa déposition et sa défaite en février 1555. Il accéda au pouvoir après s'être révolté contre Adil Shah et l'avoir vaincu, mais fut lui-même vaincu par Sikandar Shah Suri, qui lui succéda.

## Règne
Il était gouverneur d'Agra en 1555, lorsqu'il se révolta contre le sultan. Adil Shah envoya son armée pour écraser la révolte, mais il vainquit celle d'Adil et marcha sur Delhi. Après avoir pris Delhi, il prit le titre royal et devint Ibrahim Shah Suri. Mais la même année, Sikandar Shah Suri le vainquit à Farah, à 32 km d'Agra, malgré la supériorité numérique de l'armée d'Ibrahim. Sikandar prit possession de Delhi et d'Agra.
Après avoir perdu Delhi et Agra, Ibrahim entame son conflit avec Adil Shah. Il est vaincu à deux reprises par l'armée d'Adil, dirigée par son vizir Hemu, d'abord près de Kalpi, puis près de Khanua. Il se réfugie au fort de Bayana, mais celui-ci est assiégé par l'armée d'Hemu. Il bénéficie d'un répit lorsque Hemu est rappelé par Adil. Plus tard, Ibrahim construit un fort sur une colline dans le royaume de Nurpur, en alliance avec Bakht Mal, et attaque les Moghols à Gurdaspur. Il doit cependant se retirer en Orissa lorsque les Moghols prolongent le siège du fort de Mau, où il meurt à son arrivée en 1567-1568.